# 荻野靖也
荻野靖也は、日本造園建設業協会京都府支部事務局長、社団法人京都府造園建設業協会専務理事を歴任。
第22回日本公園緑地協会北村賞受賞。京都市役所建設局東部土木事務所公園緑地部長や伏見土木事務所長副所長を歴任。

## 参考
- 都市問題, 第 86 巻、第 6 号 東京市政調查會, 1995
- https://www.jalc.or.jp/monthly/web368/368.html
- http://www.senmonshi.com/archive/02/027DSKN901U79O.asp
- 職員録, 第 2 部 大蔵省印刷局, 1994
- 建設行政のあゆみ: 京都市建設局小史, 京都市建設局, 1983
- 公園緑地. 55(3) ,日本公園緑地協会, 1994年9月